# 紫藤廬
紫藤廬（しとうろ）は、台湾の台北市大安区にある歴史的建造物である。日本統治時代に建てられた、2階建ての日本式木造家屋である。建物の名前は、前庭にある3本の藤の木に因む。

## 歴史

### 1975年まで
1920年代に完成し、1945年まで台湾総督府の官僚の官舎として使用されていた。
1950年9月、中華民国財政部はこの建物を官舎として税関長の周徳偉に引き渡し、周によりこの建物は「尊徳性斎」と号された。1963年には2階建ての建物が増築され、基隆税関が管理していた。
尊徳性斎は、殷海光、張仏泉、徐道隣、夏道平、李敖、陳鼓応などの知識人や文学者の集いの場となり、西洋の自由主義を台湾に紹介するために、ここで研究会が開催された。

### 1975年から1990年まで
1975年、周徳偉は渡米し、尊徳性斎は息子の周瑜に引き継がれた。周瑜は美麗島運動に参加しており、尊徳性斎は台湾の民主化活動家の活動拠点となった。陳文茜は「反對運動記憶裏最美麗的堡壘」（反対運動の記憶の中で最も美しい要塞）、林濁水は「落魄江湖者的棲身所」（落ちぶれた者のための避難所）と語っている。また、周渝は尊徳性斎を「文化サロン」としても利用し、多くの芸術家を受け入れ、多くの文化人や芸術家の拠点ともなった。
1981年に尊徳性斎は茶芸館に改装されて「紫藤廬」と命名された。以来、展覧会や講演会、茶道教室、茶会などが開催されている。
1983年9月、党外運動雑誌10誌の代表者によって「党外編連会」（党外雑誌編集者連盟）が正式に設立され、当時の台北市議会議員の陳水扁、謝長廷、美麗島事件を弁護する江鵬堅弁護士らを招いて、紫藤廬で準備会が開かれ、定款案を承認した。

### 1990年以降
1997年に台北市政府により「台北市市定古蹟」に指定され、茶芸館の運営は台北市政府文化局から社団法人中華紫藤文化協会に移管された。改装を経て、2008年にリニューアルオープンした。

## その他
- 茶墊（中国語版）や勻杯（中国語版）は紫藤廬で初めて使われたものである[11]。
- 2003年6月13日、作家の龍應台は「在紫藤廬和Starbucks之間」（紫藤廬とスターバックスの間で）という記事を発表したが[12]、鄭宝娟（中国語版）が「紫藤廬は地域文化のトーテムとして、また第三世界の『外国の支配に抵抗』し、『グローバル化』という脅威の波に対抗するための精神的な要塞としても使用されている」と反論するなど[13]、論争を巻き起こした[14]。
- 1994年の台湾・アメリカ合作映画『恋人たちの食卓』のロケが行われた[15]。

## ギャラリー

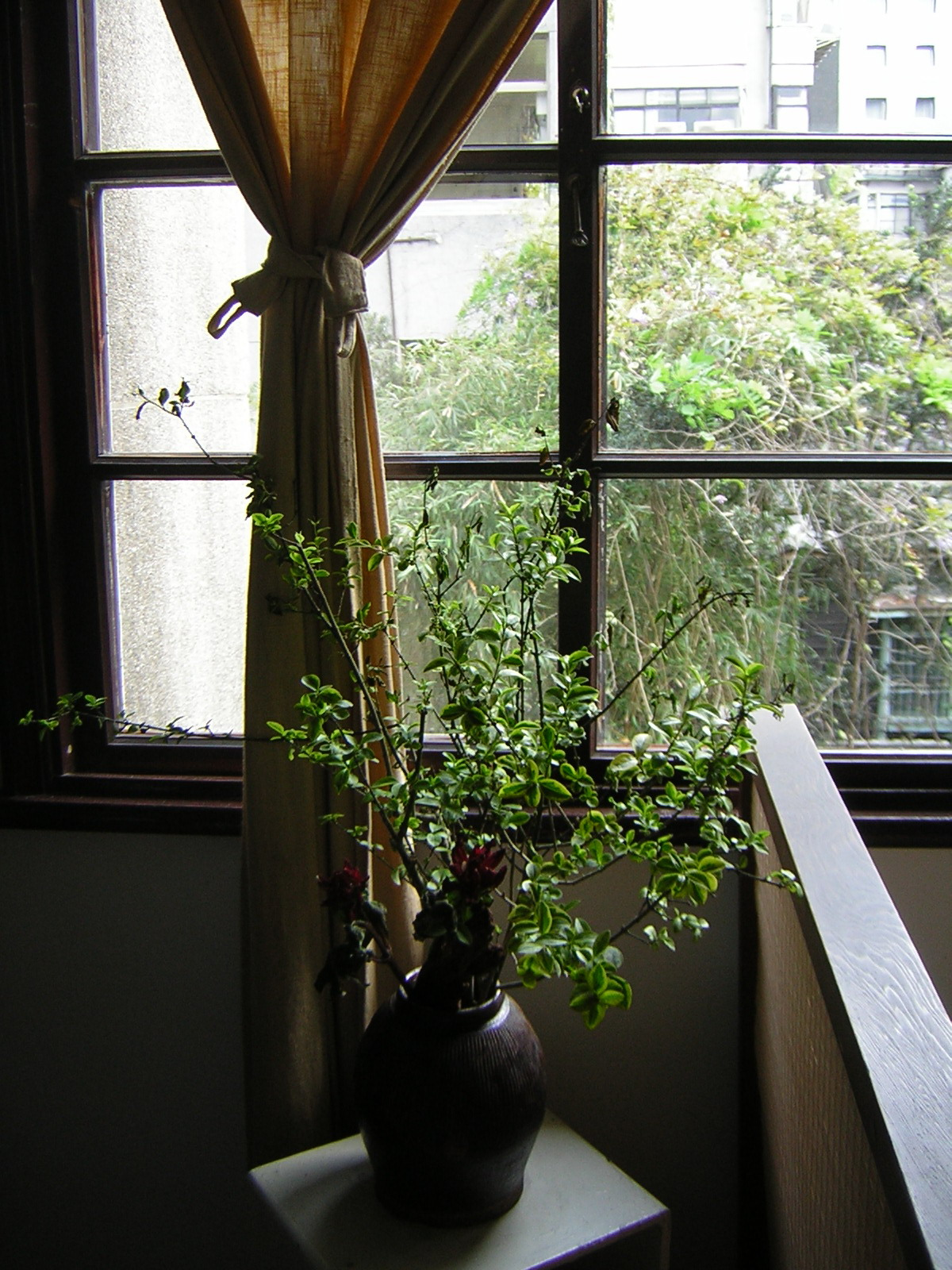
2階からの眺め
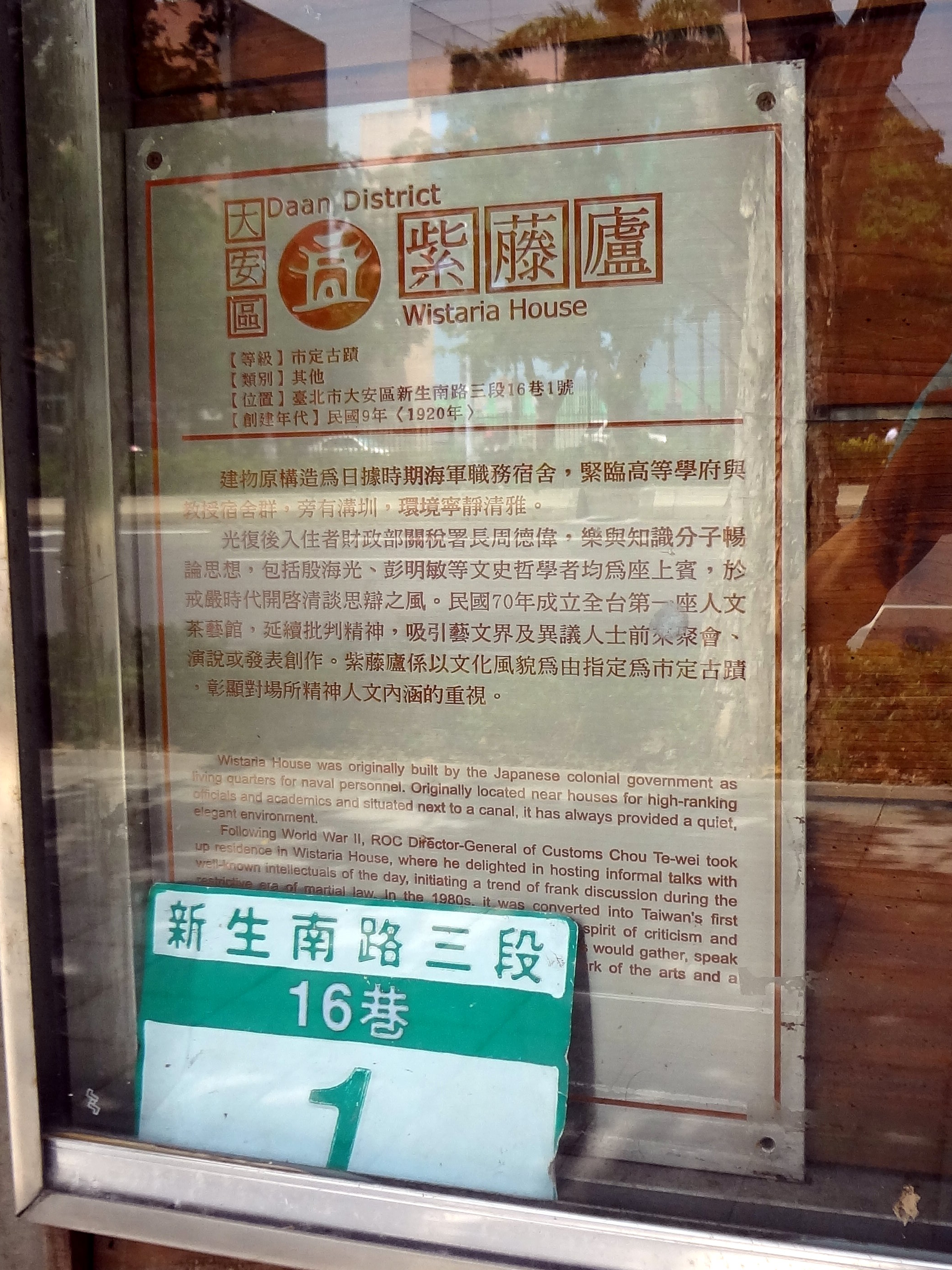
市定古蹟の案内板
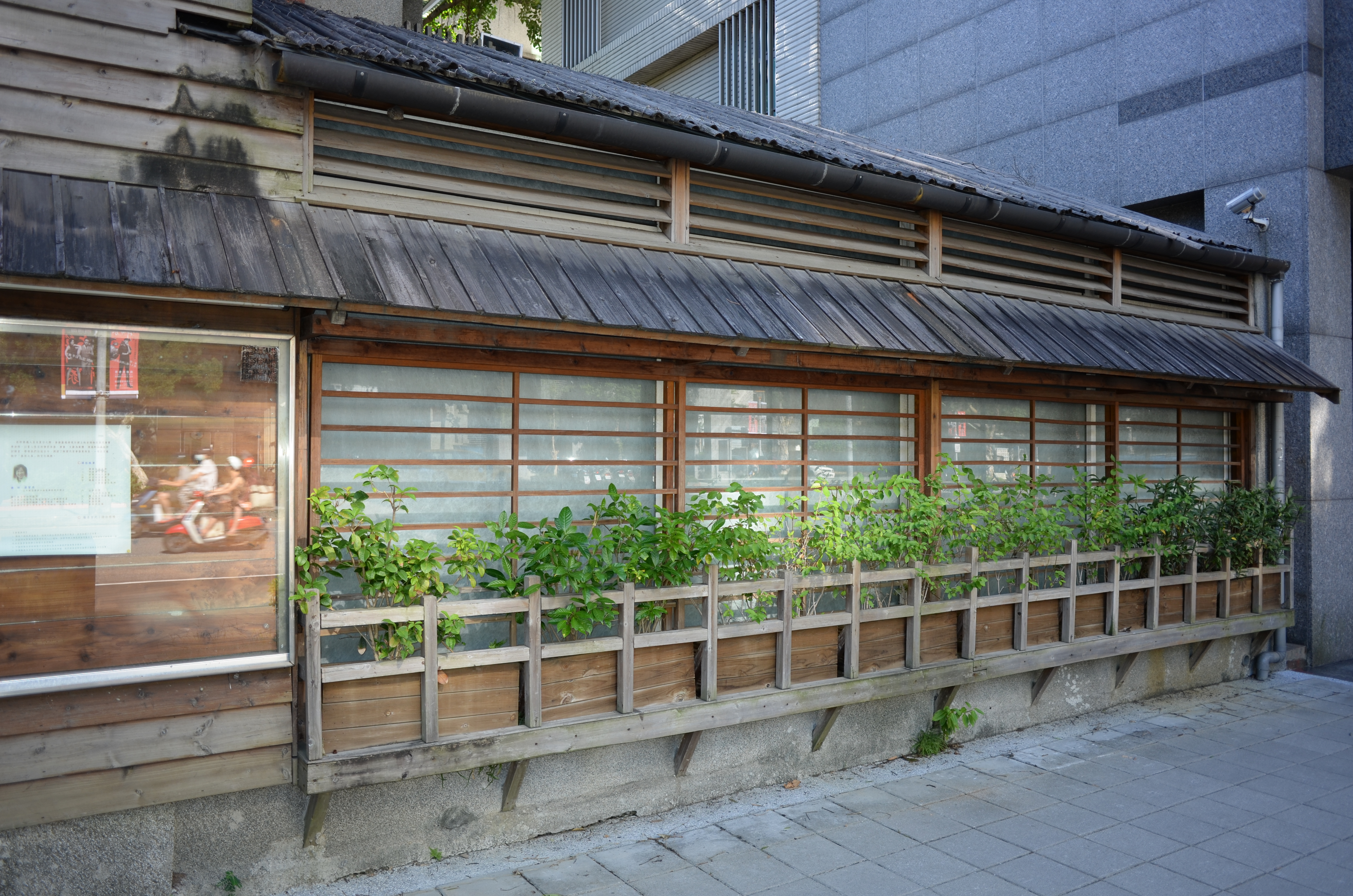
東側の窓と屋根
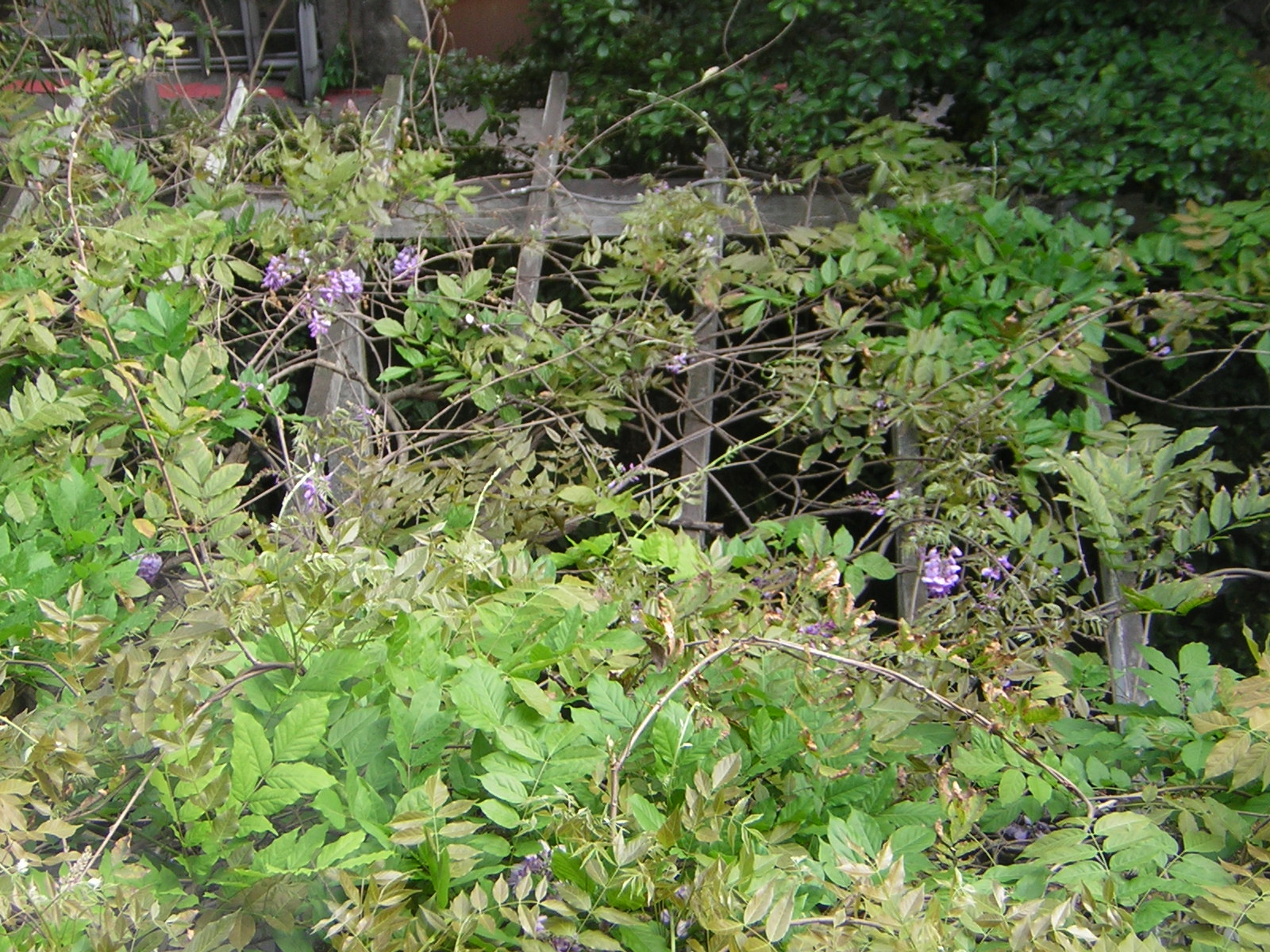
名前の由来になった藤の木
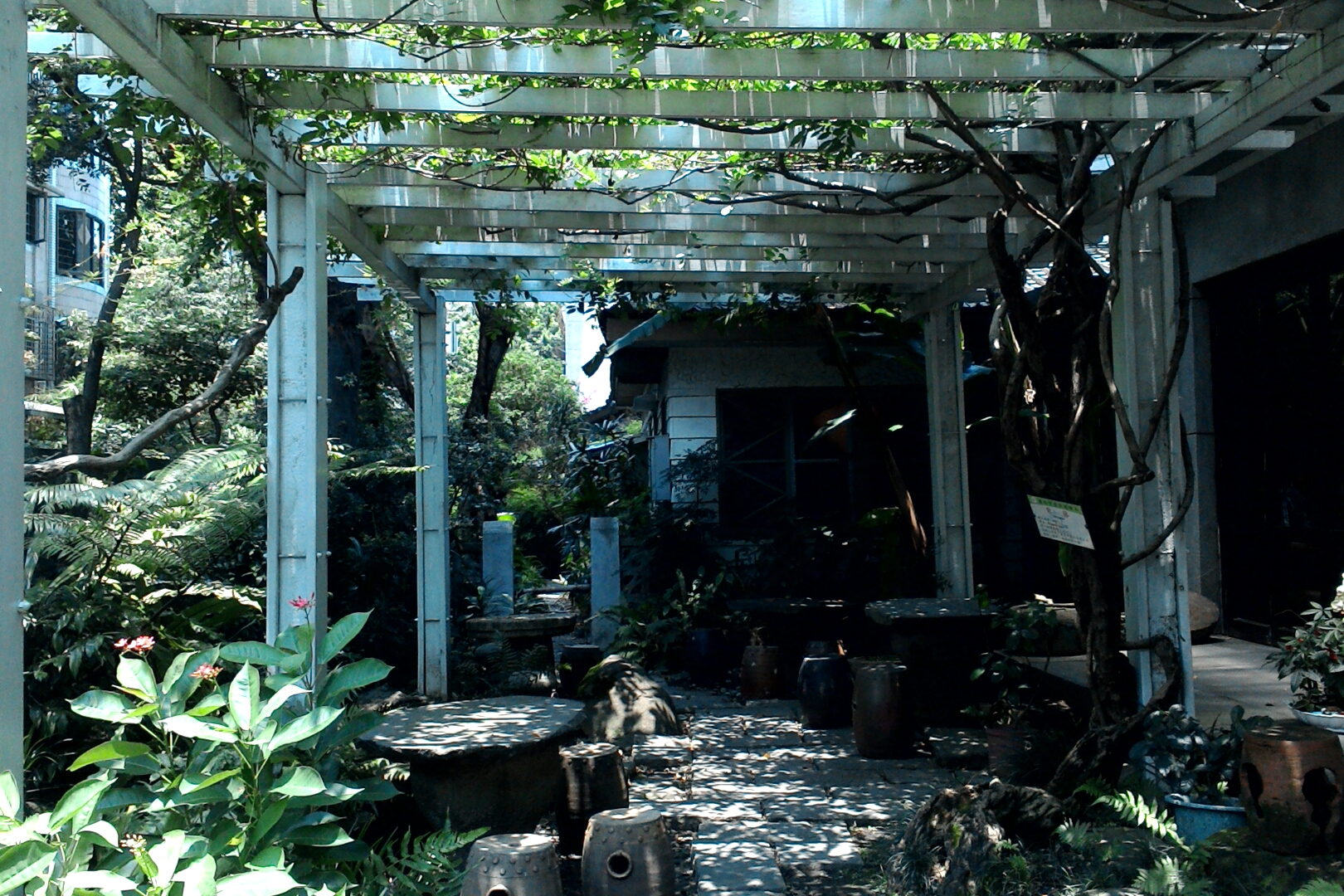
藤棚
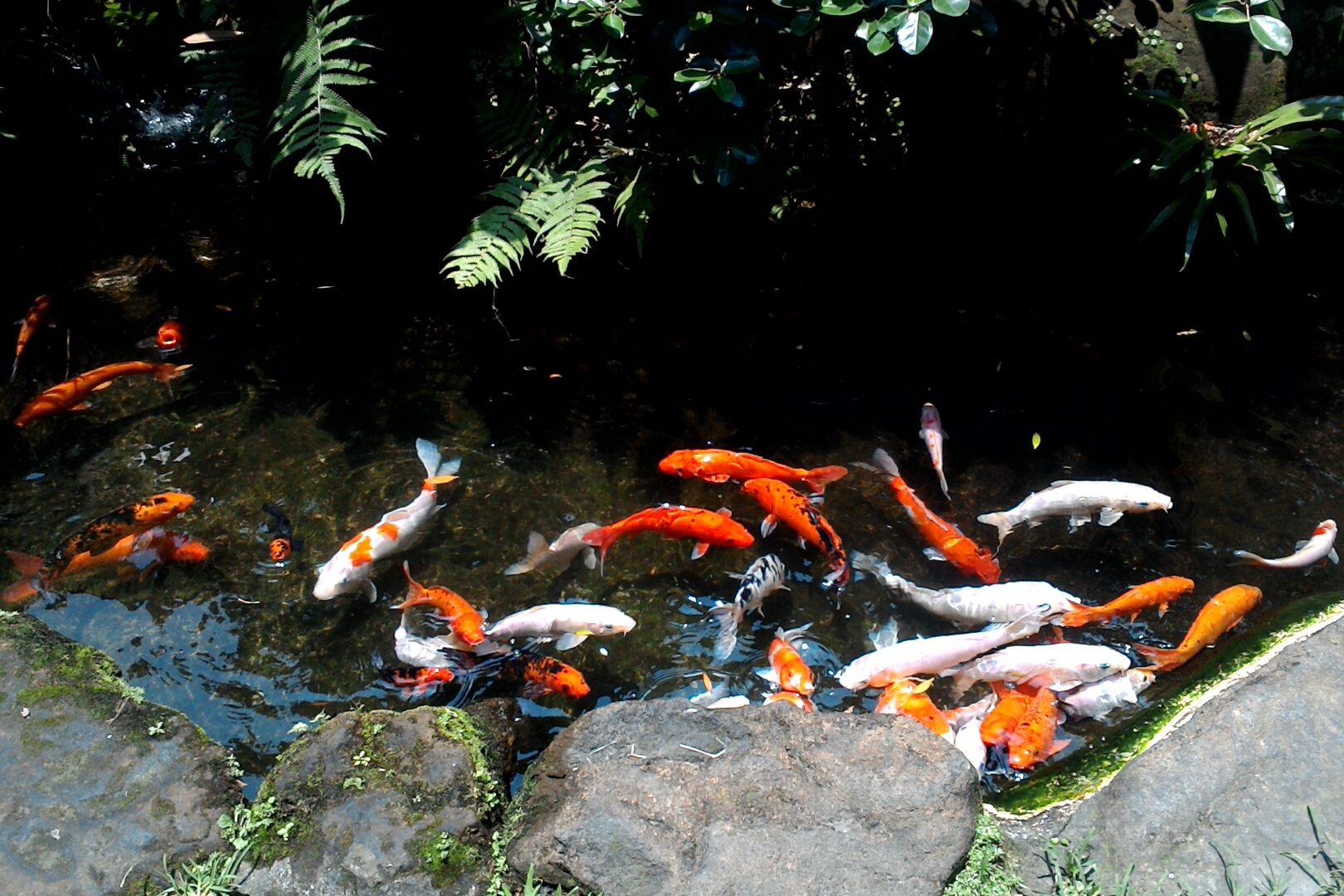
前庭の池
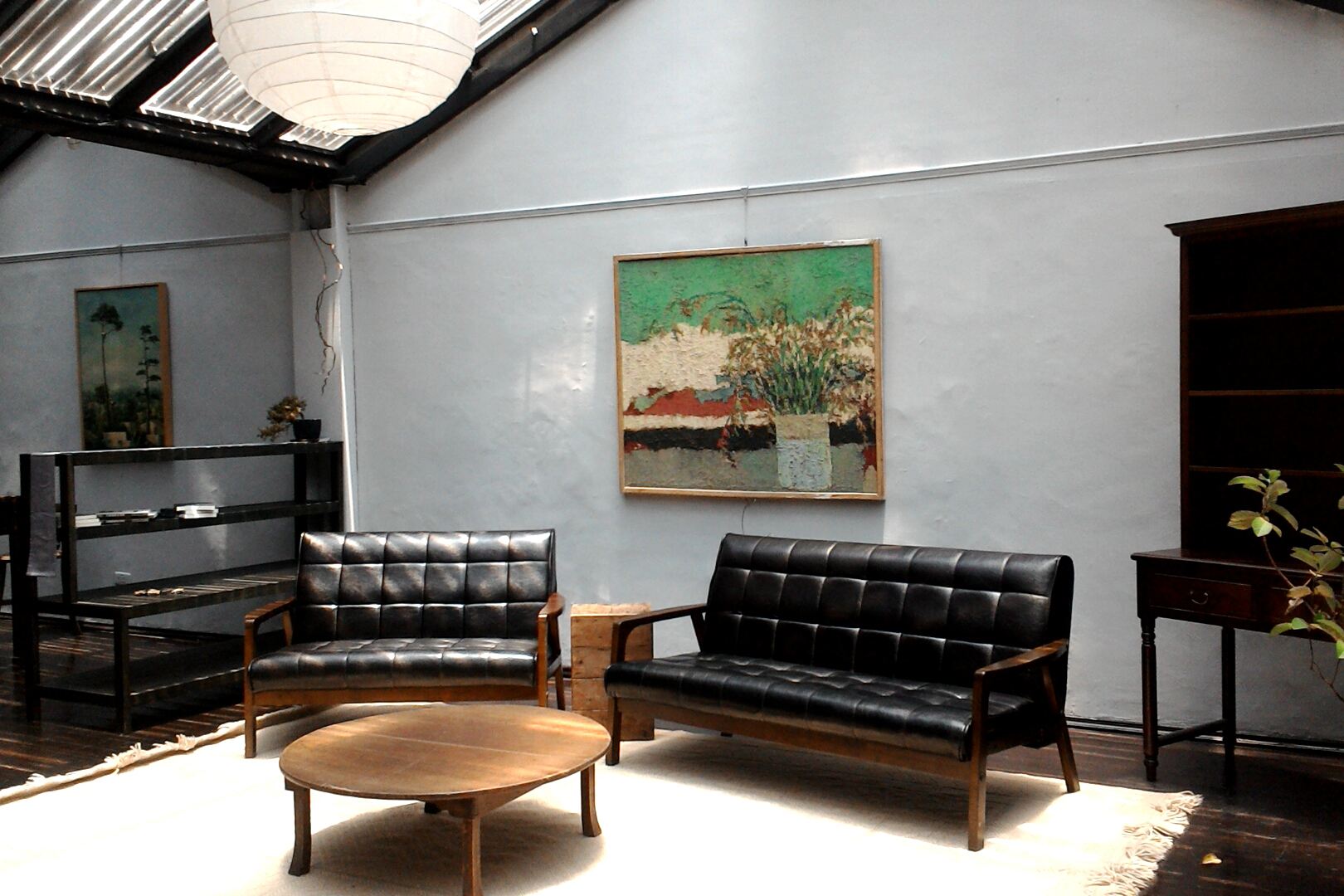
店内。ソファとテーブルの席。
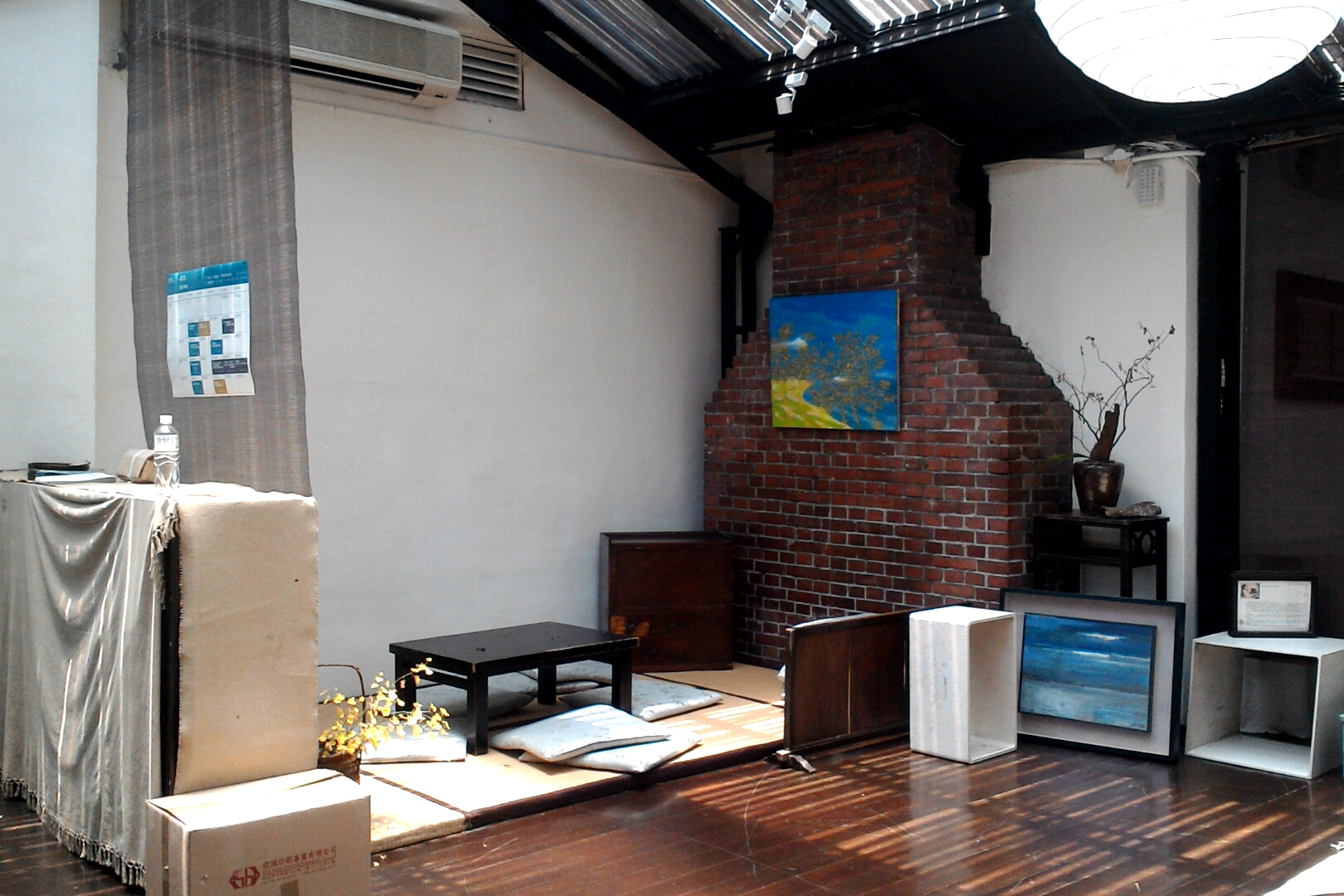
店内。暖炉と畳敷きの席。
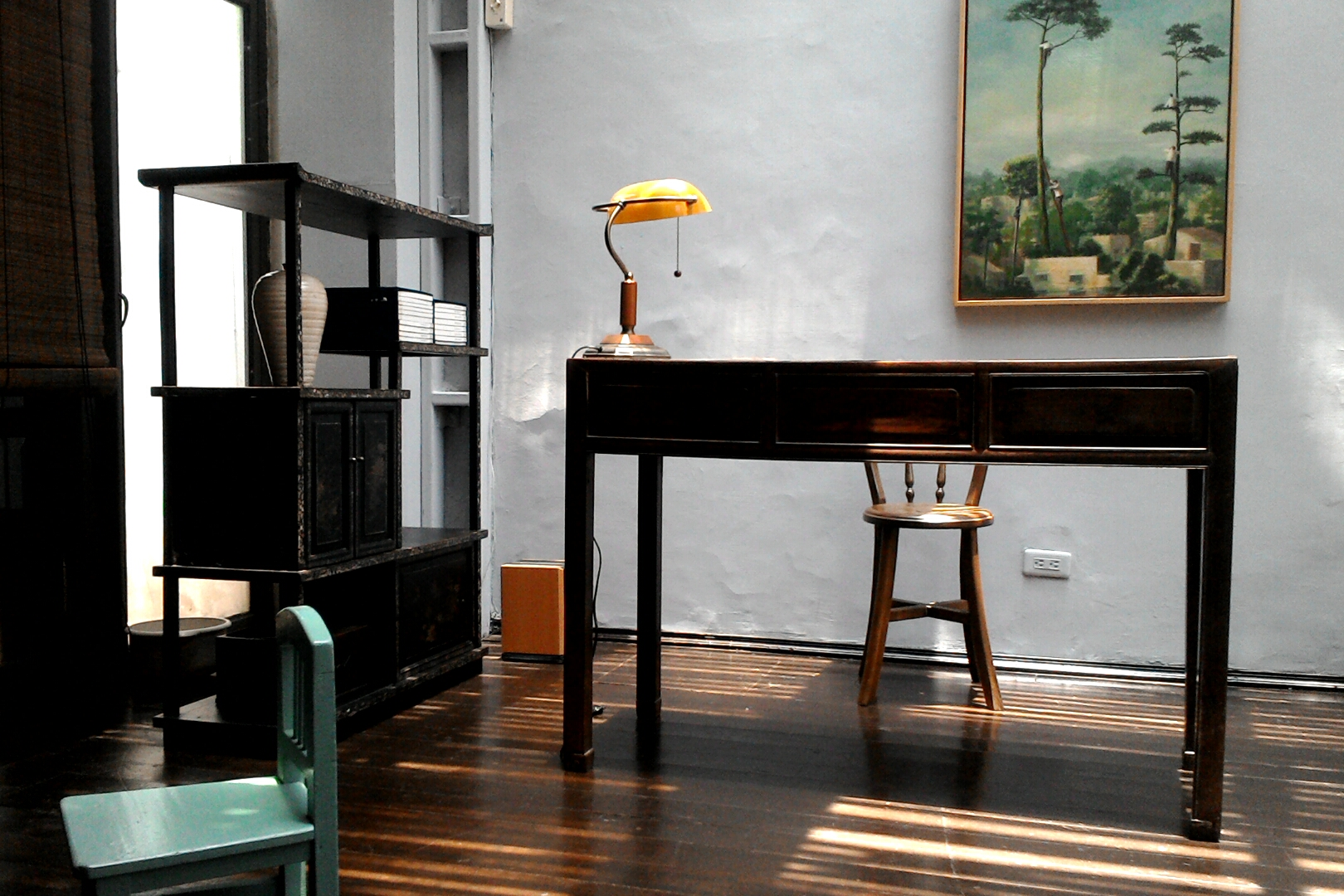
店内。机と本棚